# کالج بلویو
کالج بلویو (به انگلیسی: Bellevue College) نام کالجی واقع در بلویو ایالت واشینگتن و در حومه شهر سیاتل، واشینگتن. این کالج بزرگترین کالج انجمنی ایالت واشینگتن و دومین مرکز آموزش عالی ایالت واشینگتن بعد از دانشگاه واشنگتن و قبل از دانشگاه ایالتی واشنگتن است. این کالج دوره‌های دوساله کاردانی را ارائه می‌دهد. این کالج همچنین امکان آموزش از راه دور را برای دانشجویان خود فراهم کرده است.